# Maya Miller
Maya Miller（マヤ・ミラー）は日本のDJ・プロデューサー・リミキサー。2013年から国内の主要クラブにて活動を開始。

## 略歴
1987年大阪府生まれ。アメリカ人である父、箏奏者である日本人の母に影響を受けて育つ。3歳でピアノを始める。
2013年、High Velocity名義でハウスDJとして活動をスタート。
2014年からイギリスのハウスレーベルhed kandiのhed kandi Summer Opening PartyのPool Partyを3年間オーガナイズする。
2015年4月からblock.fmにて《Ministry of Sound Radio》のパーソナリティを務め、放送用ミックス・制作も担当。オーガナイズ・フロアプロデュースに携わり、海外アーティストの来日公演サポートなどを行う。Onzieme、Rooftopbar OO、Joule、Circus Osakaなど大阪主要クラブでプレイする。
2016年現在のプレイスタイルであるテクノに辿り着く。
2017年より活動の場所を東京に移し、これまでにPIG & DAN、D-NOX、Steave Bugなどとコラボし大阪で話題を集めるテクノイベント “SiiNE”(サイン)の東京進出に伴い、 “SiiNE tokyo”のオーガナイザーに就任。Minihardより “TRACK02SADA (High Velocity Remix)"リリース、10月にはD-Formationの日本ツアーに同行し、東京”Beatfreak Recordings Showcase at R-Lounge”、大阪 “Beatfreak Recordings Showcase at Absinthe Wormwood”両公演の出演・運営を行っている。11月に本名Maya Millerに改名。12月、Beatfreak Recordings (Spain) から、"Till You Drop(Original Mix)"をリリース。Beatport Top 100 Minimal/Deep Tech Chartにて、14位にランクイン。

## ディスコグラフィ

### オリジナル
| リリース日 | タイトル                                             | レーベル             | リリース国 |
| ---------- | ---------------------------------------------------- | -------------------- | ---------- |
| 2017年     | Till You Drop (Original Mix) Shogo Ito & Maya Miller | Beatfreak Recordings | スペイン   |